# 二二八和平紀念公園
二二八和平公園，原名臺北公園，或稱臺北新公園，是一座位於臺灣臺北市中正區的公園，1903年開始規畫，1905年初具現今範圍，為一座西式與日式風格混合之公園，戰後又加入中國庭園樣貌。該公園北起襄陽路、南至凱達格蘭大道、西為懷寧街、東為公園路，占地71,520平方公尺，鄰近總統府、外交部、臺北賓館、臺大醫院等主要機關建築。
當前，該公園共保存多數臺灣日治時期建築群及紀念碑等具有歷史價值之文物，另設有紀念二二八事件遇難者的紀念碑，國立臺灣博物館矗立在公園的北入口處。該公園還設有音樂廳和運動區。

## 歷史

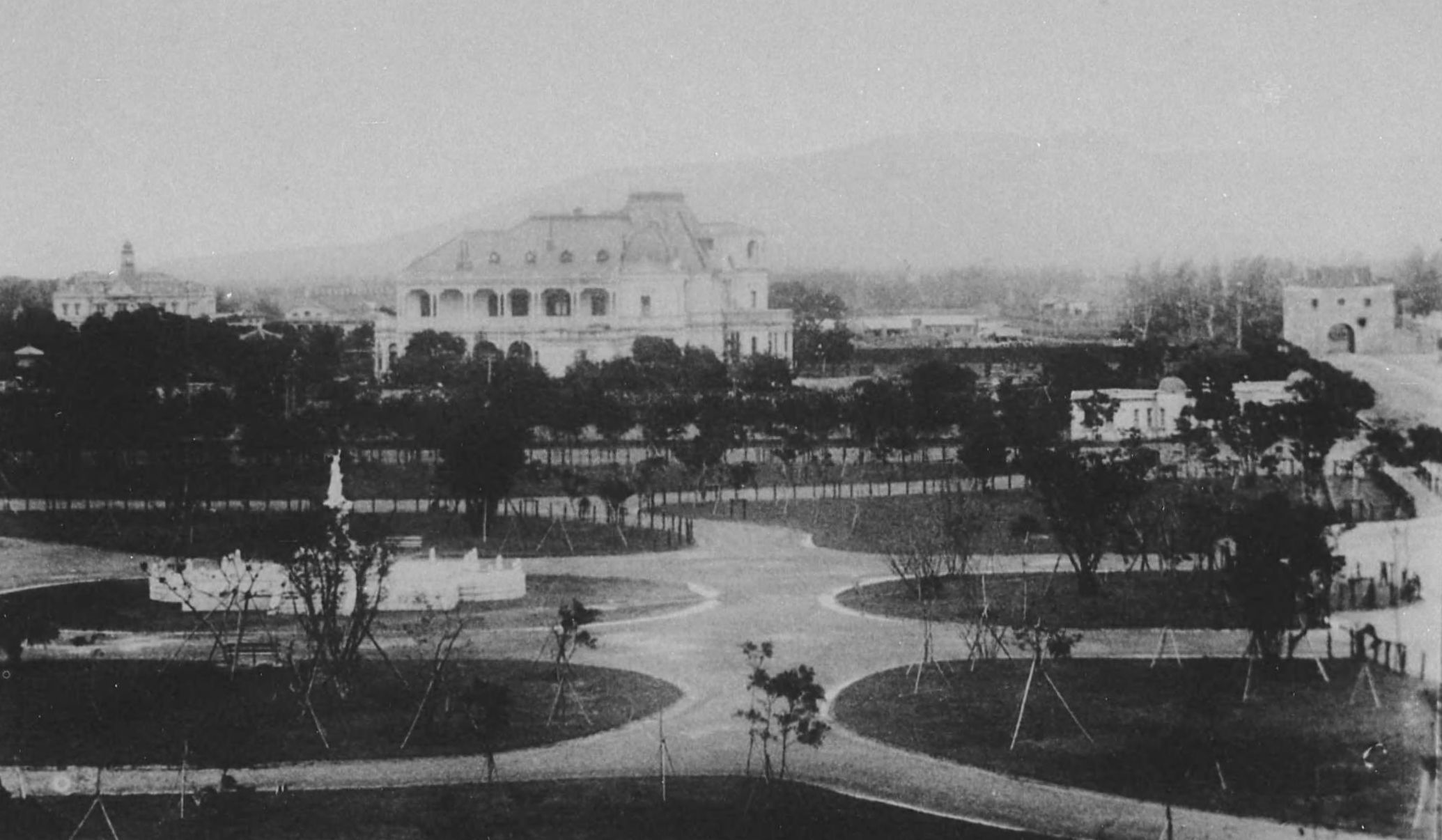
日治初期剛落成不久的新公園，遠方建築為臺灣總督官邸（今臺北賓館）

二二八和平公園範圍內，過去在清治時期臺北府城中心地區，光緒十四年（1888年），臺灣巡撫劉銘傳依《欽定大清會典事例》開基起建臺北大天后宮於此，祭祀媽祖，祈求守護。該廟於周圍地帶皆為一片荒蕪，未有太多開發。廟體部分石造建築結構後在拆解後被散置於當地至今。

### 日治時期

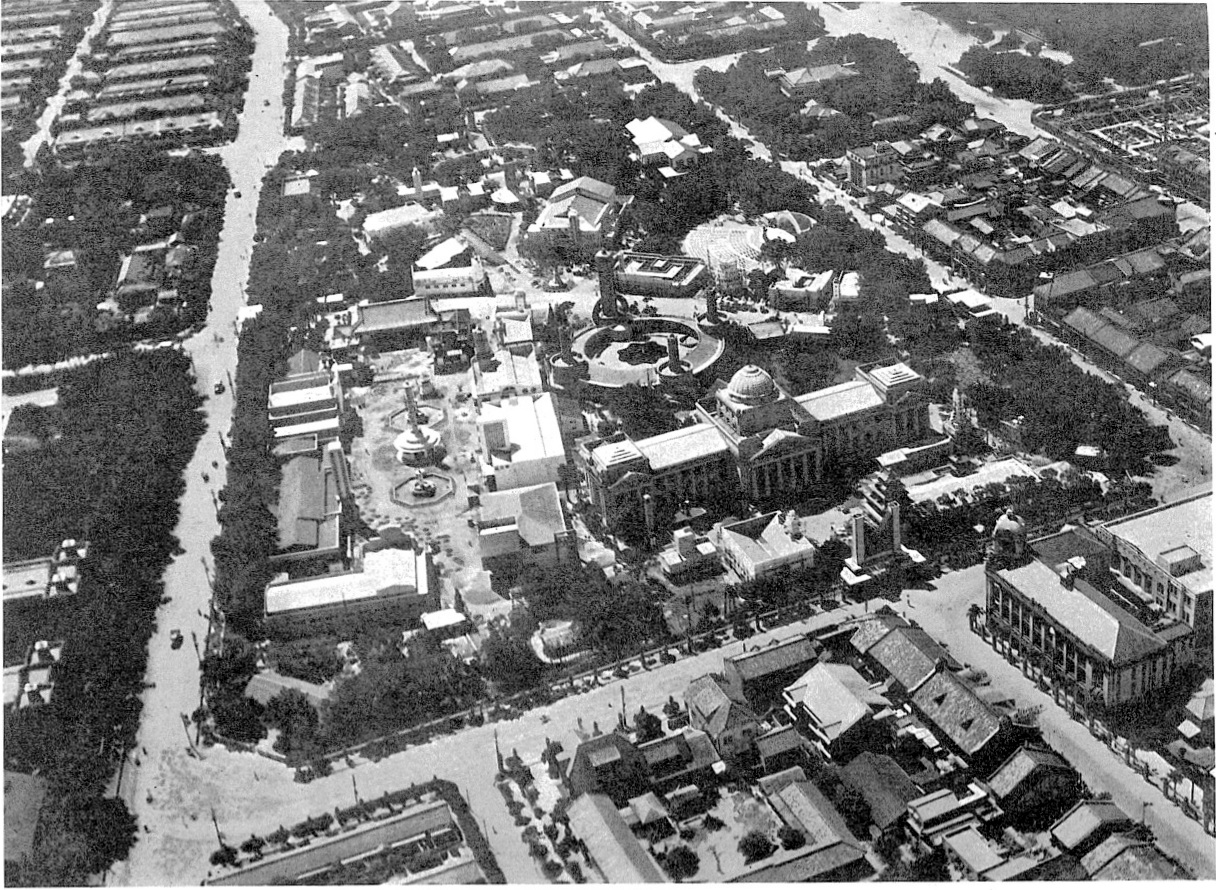
1935年臺灣博覽會期間的新公園

明治時期期間，日本政府本地受到西方文化影響，因而派遣留學生和官員出訪歐美進行見習。其中西方的都市設施和建築對此時日本產生了深遠的影響，並藉由規則式的花壇景觀和風景式園林規劃西式公園，成為都市更新規劃設計的仿效對象。
1895年後，臺灣進入日治時期，日本政府引進了近代都市計畫制度，意圖改造臺灣傳統的城市空間。並開始著手計畫闢建稍具規模的都市公園。此公園設計概念起於明治38年（1905年），直到明治41年（1908年）初步落成，成為臺灣具有歐洲風格的近代都市公園，由於已移作他用的臺北大天后宮尚未拆除，直至1910年代初期，當時此公園之範圍僅為今日公園的南半段。此時期，不少清領時期的建築物，因應街道拓寬而遷入此地保存，包括1901年移入的黃氏節孝坊，1905年移入的急公好義坊。
此公園原名為「臺北公園」，由於此公園的興建與落成時間，皆晚於明治30年（1897年）落成的圓山公園（臺北第一座大型公園），所以改名為「臺北新公園」。
1913年，臺灣總督府實施市區改正計劃，拆除台北大天后宮，並在原址的北側興建了兒玉總督後藤民政長官紀念館（今國立臺灣博物館），該建築於1915年完工。同時，公園的範圍也向北擴展，當前整體格局因此確定下來。由於公園位於臺灣總督府等行政機關和日本移民聚居區附近，因此經常被用作舉辦政策活動的場所，許多運動競賽仍優先選在新公園舉辦。
自1915年以後，新公園整體工事完工，成為臺北城中心全新的公共休憩場所。公園內建有音樂堂、噴水池。位於園區的兒玉源太郎及後藤新平大理石戶外雕塑。此外也建有祭祀日本學問之神菅原道真的臺北天滿宮社。此外，園區在落成後也數次增建相關的建築和設施。，包括臺北俱樂部經過改建成為現在的公園管理處。以及由栗山俊一設計，於1930年建成的台北放送局。
在昭和10年（1935年）舉辦的始政四十周年紀念臺灣博覽會上，新公園作為第二會場使用的場地之一，展蘭會佔地24,000坪，各主要場館皆設於新公園內，包括第一、二文化設施館等設施，主要展示現代化的工業、考古、石化、教育、學藝及社會事業保險等陳列文物。

### 戰後時期

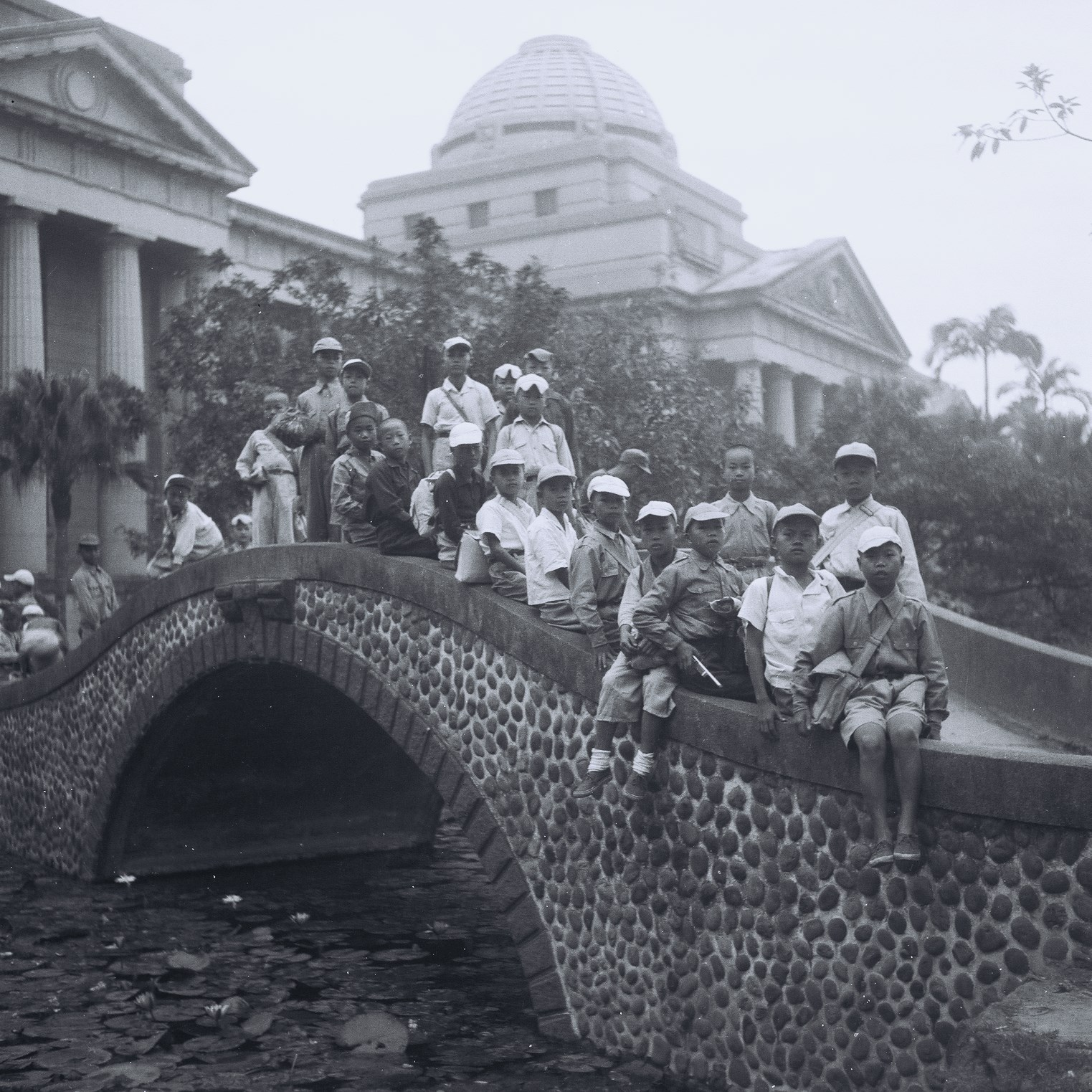
1950年代的新公園及省立博物館。

第二次世界大战結束後，中華民國於民國34年（1945年）接管臺灣，新公園也收歸國，然而民國36年（1947年）2月28日，因應二二八事件爆發，當日下午大批憤怒群眾衝入公園內的「臺灣廣播公司」廳舍（今台北二二八紀念館），對外播音發出控訴，成為全臺反抗活動蜂起的開端，之後臺灣省行政長官公署之行政長官陳儀也多次於該該公園電台透過廣播向民眾喊話。
1950年代左右，新公園西側懷寧街曾有眾多臨時路邊攤販沿著公園邊緣匯集，販賣各式小吃與飲品，其中以「公園號酸梅湯」最為著名，與之齊名的則是位於懷寧街與衡陽路口「三葉莊旅店」（現已改建為商業大樓）的「三葉莊冰淇淋」。公園號酸梅湯後來搬入三葉莊旅店對面的店面並持續營業至今，三葉莊冰淇淋則已隨著旅店的停業與拆除而消失。
民國53年（1964年）雙十國慶期間，一架F-104曾撞到公園中的中廣天線，導致油箱掉落造成公園路上使三名民眾死亡，更導致在土城上空時兩名人員林鶴聲、王乾宗僚機墜機。
1995年12月28日，同志空間行動陣線成立，並對於臺北市政府將新公園納入首都核心區歷史保存計劃提出了具體行動。並於1996年2月10日在新公園音樂台旁舉辦「尋找新新公園」同志園遊會，以示抗議。此後，同志公民行動陣線也在新公園舉辦了名為「彩虹·同志·夢公園」的活動。
民國85年（1996年）2月28日，適逢豎立新公園內的臺北市二二八和平紀念碑正式揭碑，基於歷史上的意涵，在時任臺北市長陳水扁主導下將新公園改名為「二二八和平公園」，並於隔年在公園內設立臺北二二八紀念館，成為一個追溯歷史、撫平傷痛的紀念公園。
1997年，由於當地計畫拆遷作公園，在14、15號公園反拆遷運動後，明石元二郎墓鳥居及鎌田正威鳥居曾拆卸遷往公園左側的碑林區展示。後待2009年11月反映，要求市府將鳥居從公園遷回原地。該兩座鳥居因而於2010年遷回原位南邊約十五公尺處。

## 設施
二二八和平公園內，除了位於北側的國立臺灣博物館、位於中央的臺北市二二八和平紀念碑以及位於東南側的臺北二二八紀念館外，還有自日治時期即闢建的露天音樂台、拱橋、造景池塘及綠地步道等設施，由於公園地理位置特殊，有著不同時代與政治環境下所「建設」的設施，還陳設了許多古蹟、文物與藝術品。
由於二二八和平公園臨近博愛特區，因此為圍牆、欄杆所環繞。雖然曾有人提出拆除的主張，但至今未能實現。後來增設的台北捷運台大醫院站出入口，也特別在靠近公園側設置大門，這樣的情形在臺北市公園中相當少見。不過，與本公園隔著凱達格蘭大道相對的介壽公園情形則大不相同，園內沒有設置圍牆或欄杆；而遇到特殊情況，公園有封閉的必要時，則以拒馬、蛇籠阻隔。

### 建築

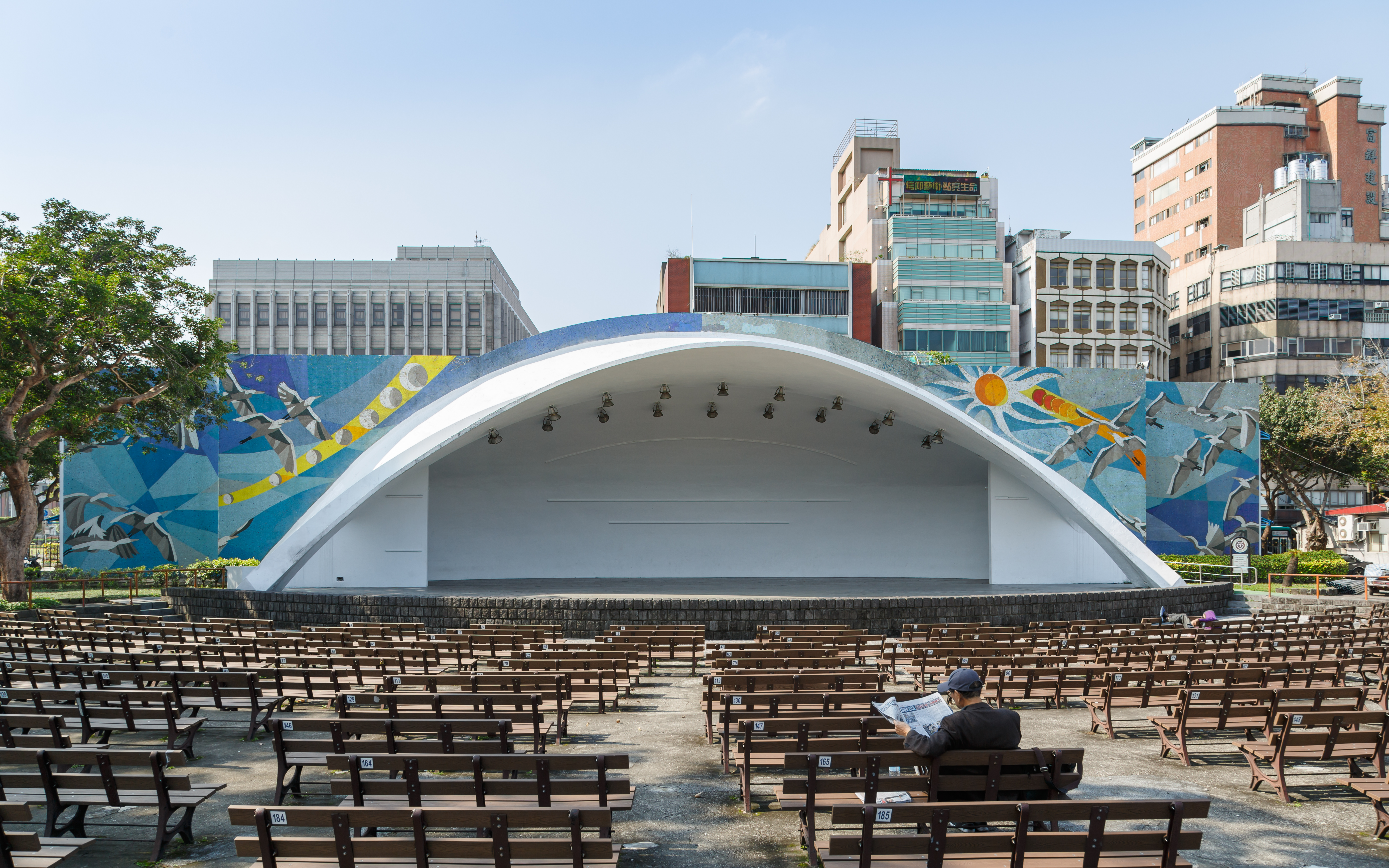
露天音樂台
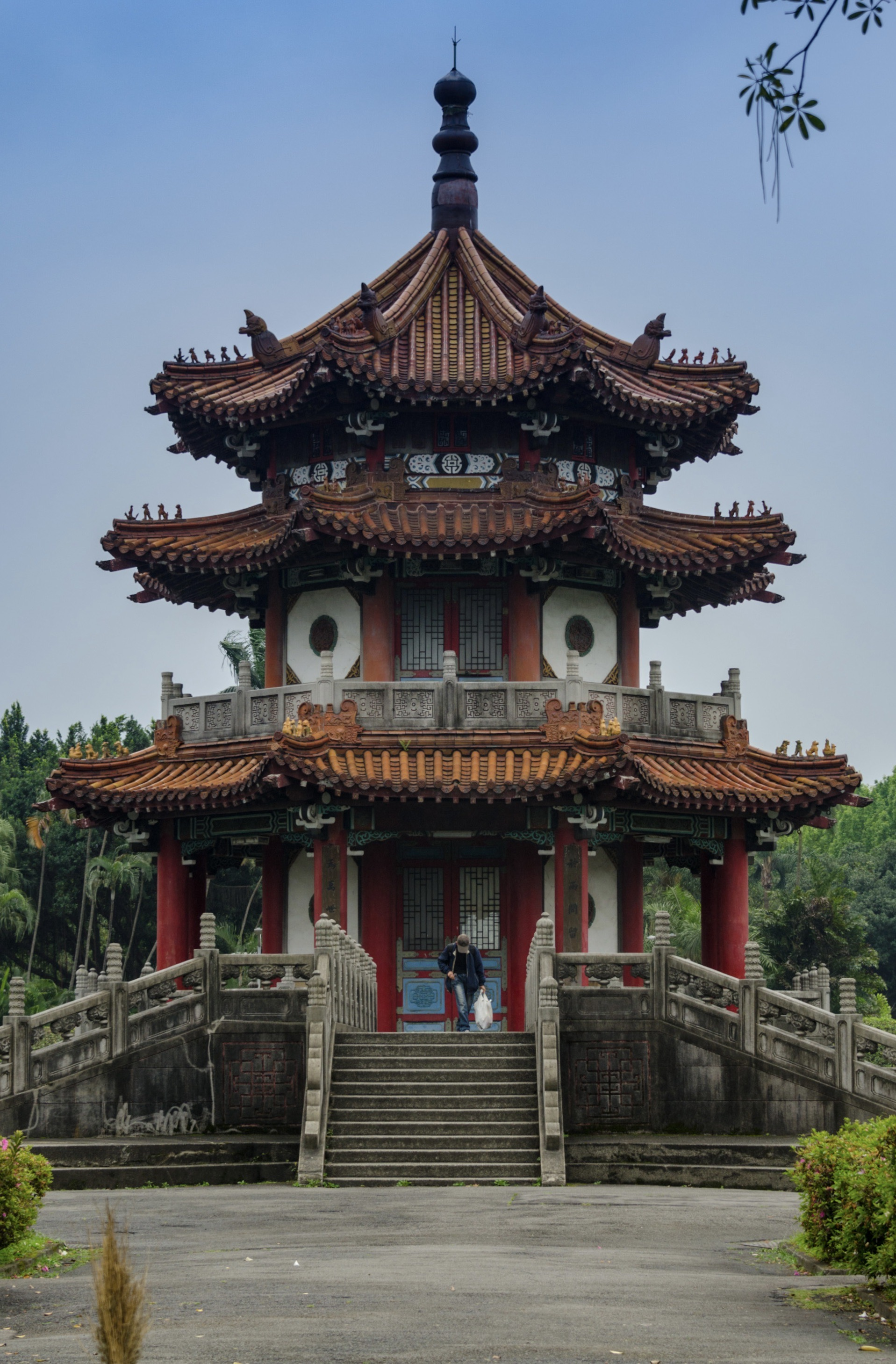
翠亨閣
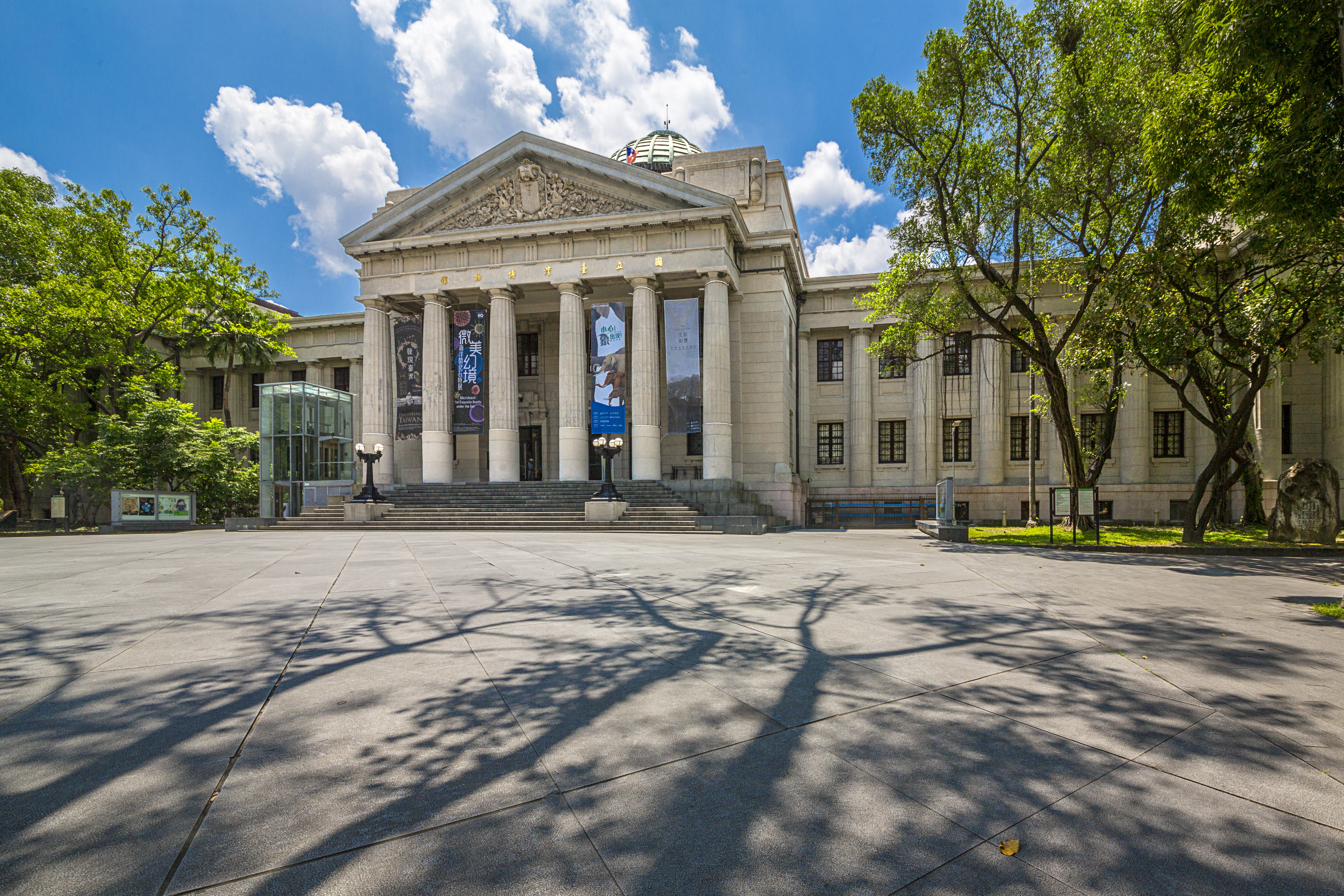
當前的國立臺灣博物館外觀
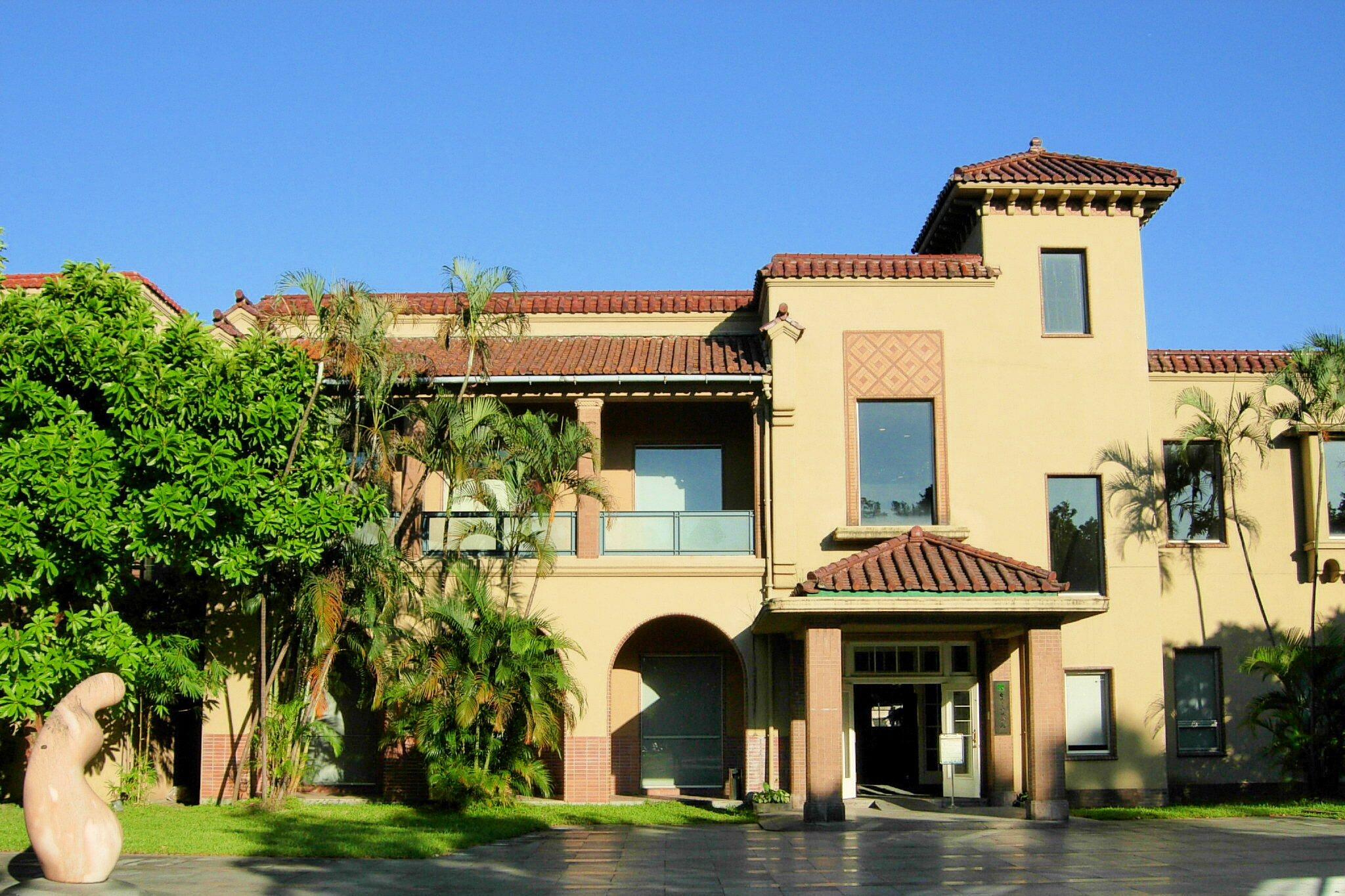
臺北放送局、現作為臺北二二八紀念館使用
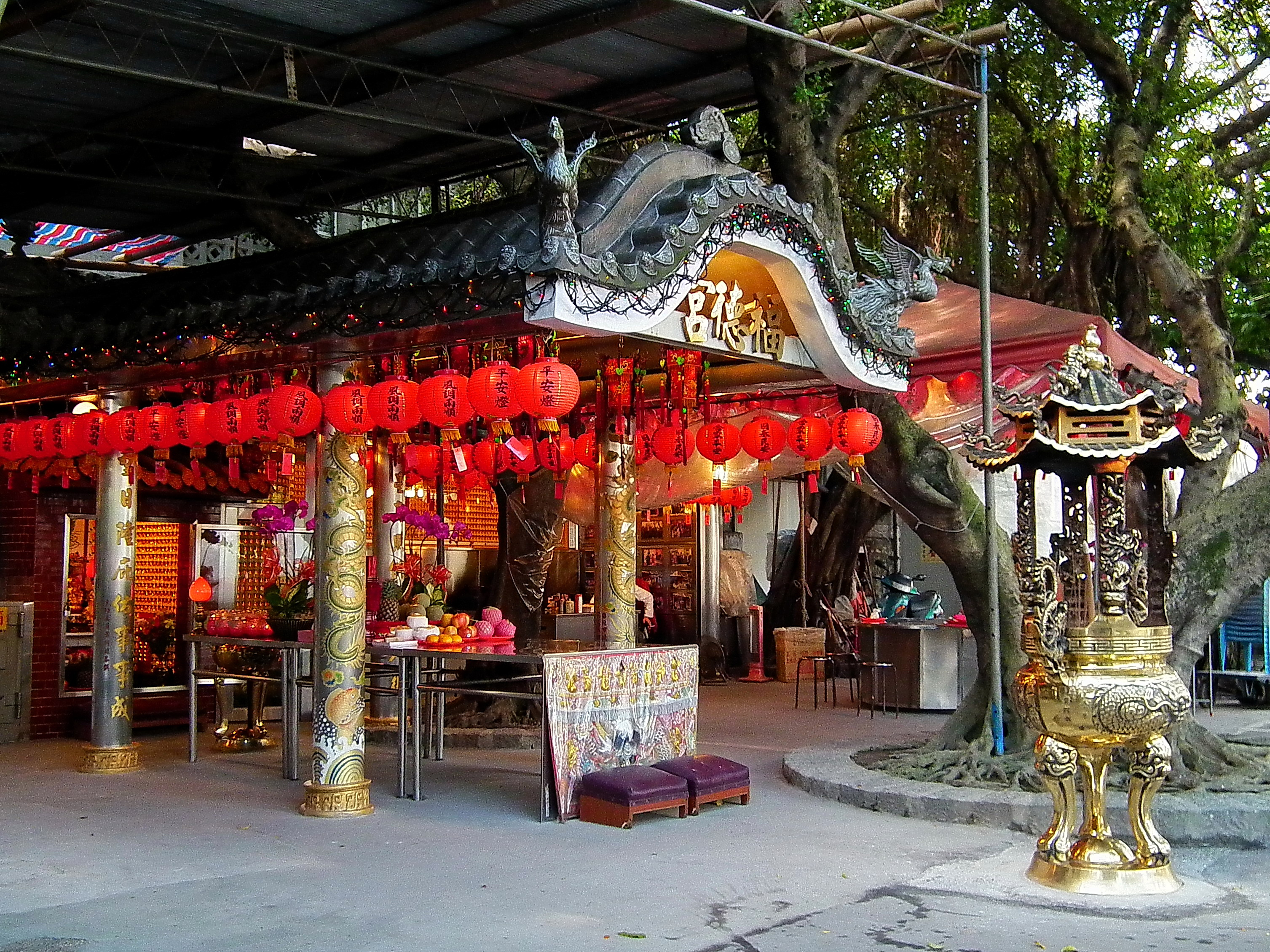
二二八福德宮

#### 國立臺灣博物館
國立臺灣博物館是臺灣歷史最悠久的博物館。位於臺北市二二八和平紀念公園北側，該建築原為「兒玉總督暨後藤民政長官紀念館」，為紀念第四任台灣總督兒玉源太郎與民政長官後藤新平，該建築建築採用了西洋古典風格，並在山牆上使用了巴洛克藝術時期的雕刻裝飾。
第二次世界大戰結束後，中華民國接管臺灣，臺灣總督府博物館後改為臺灣省立博物館持續使用。當前該建築由中華民國文化部管理，並更名為國立臺灣博物館。並展出要涵蓋臺灣人文史料和自然產物，包括地質、礦物、動物、植物、原住民以及歷史為主要收藏。

#### 翠亨閣
翠亨閣為1963年新建的中國式庭台樓閣群，原作為原新公園運動場使用，該建築群為紀念孫中山先生以及四位開臺先賢而建，四角則各有一座涼亭，內各有一位「開台先賢」的銅像，分別是鄭成功的「大木亭」、劉銘傳的「大潛亭」、丘逢甲的「滄海亭」及連雅堂 的「劍花亭」。

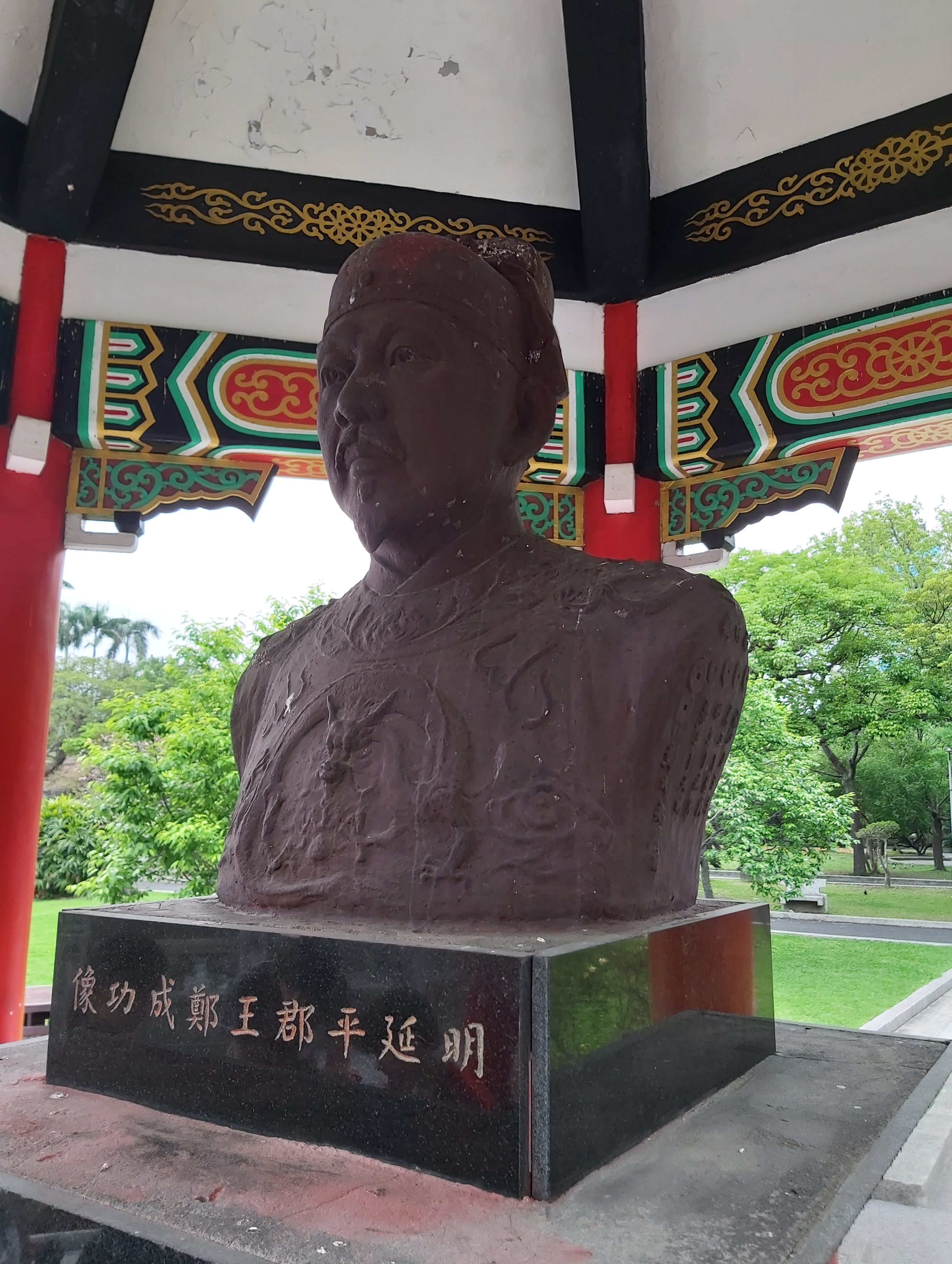
鄭成功
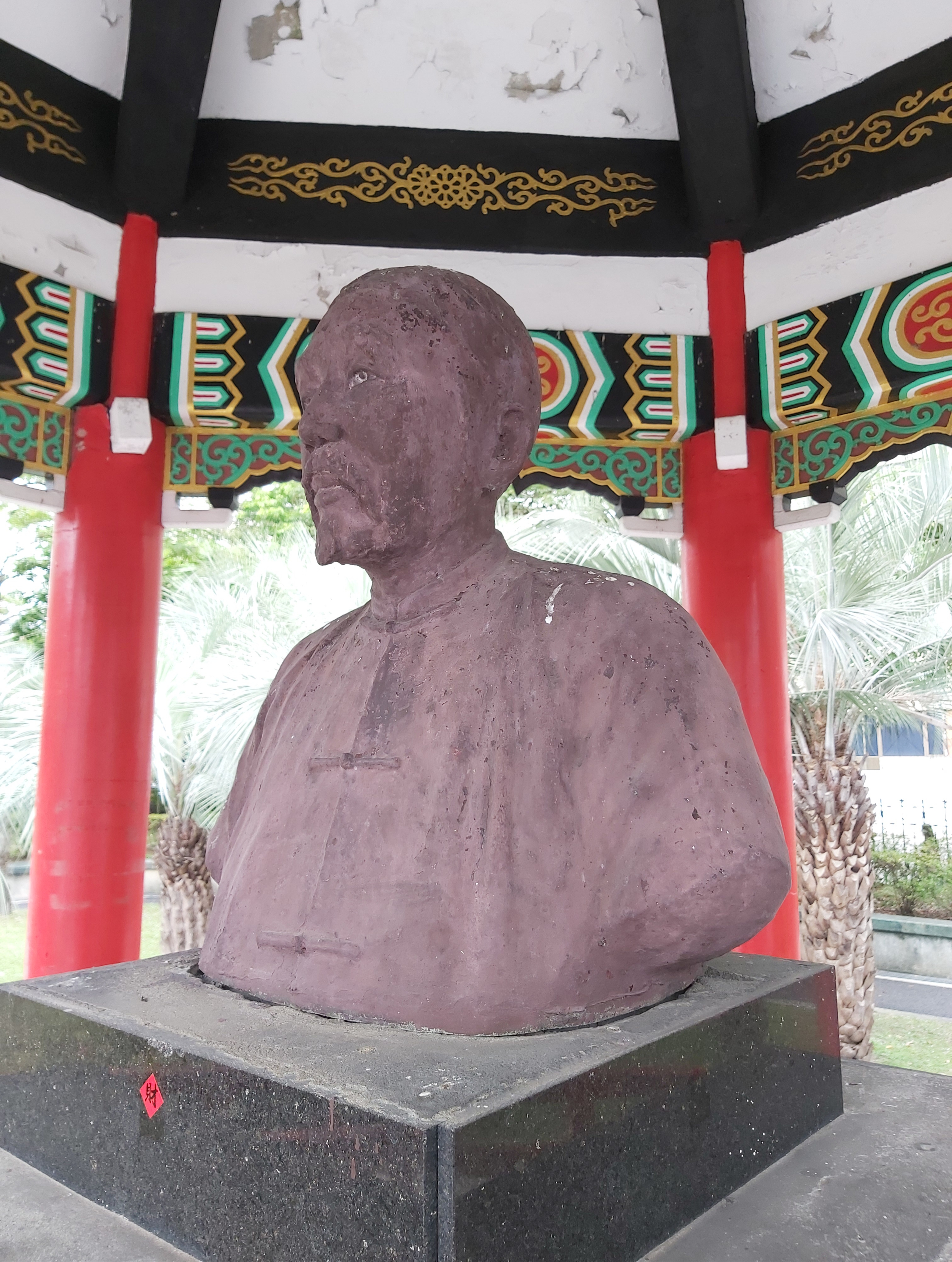
劉銘傳
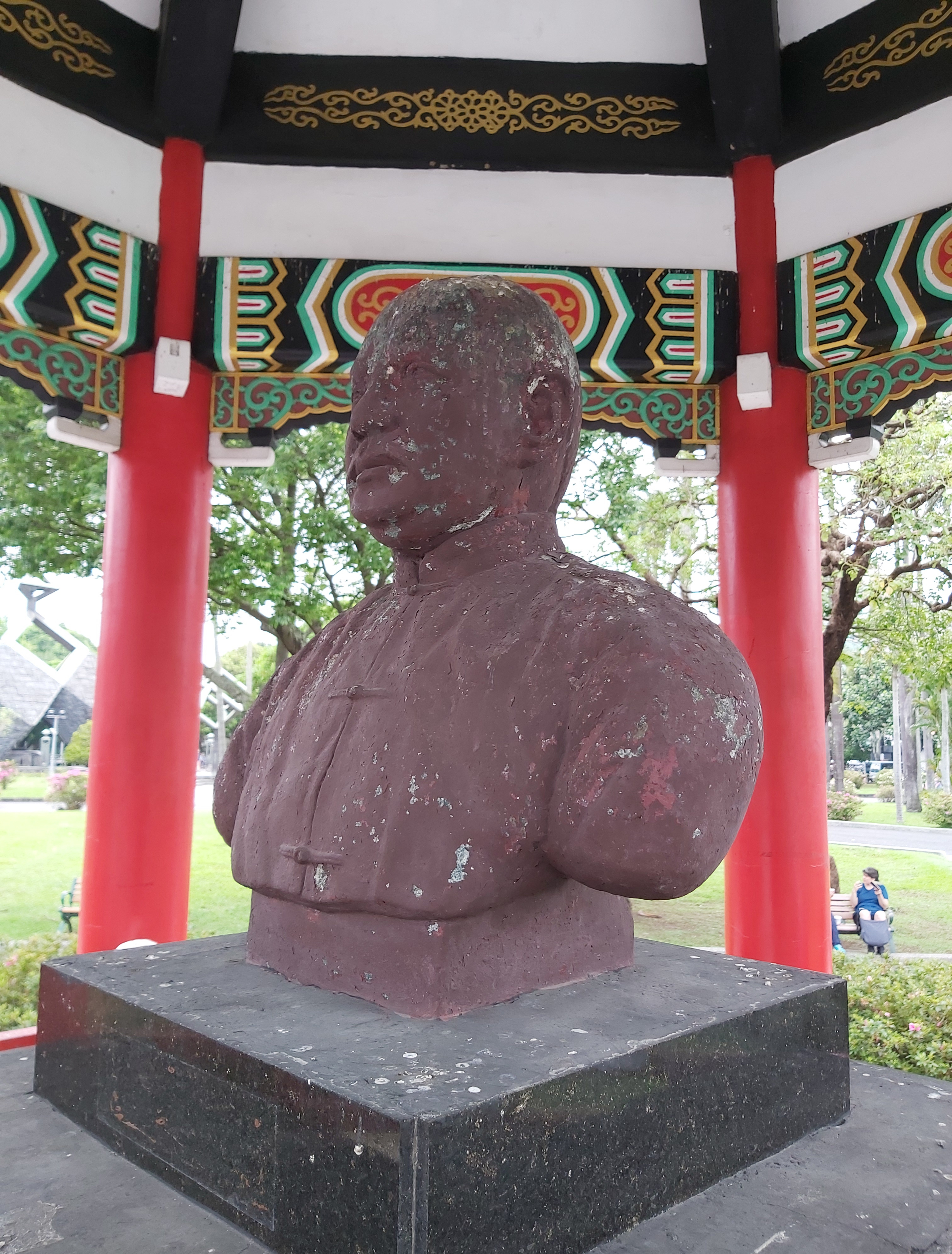
丘逢甲
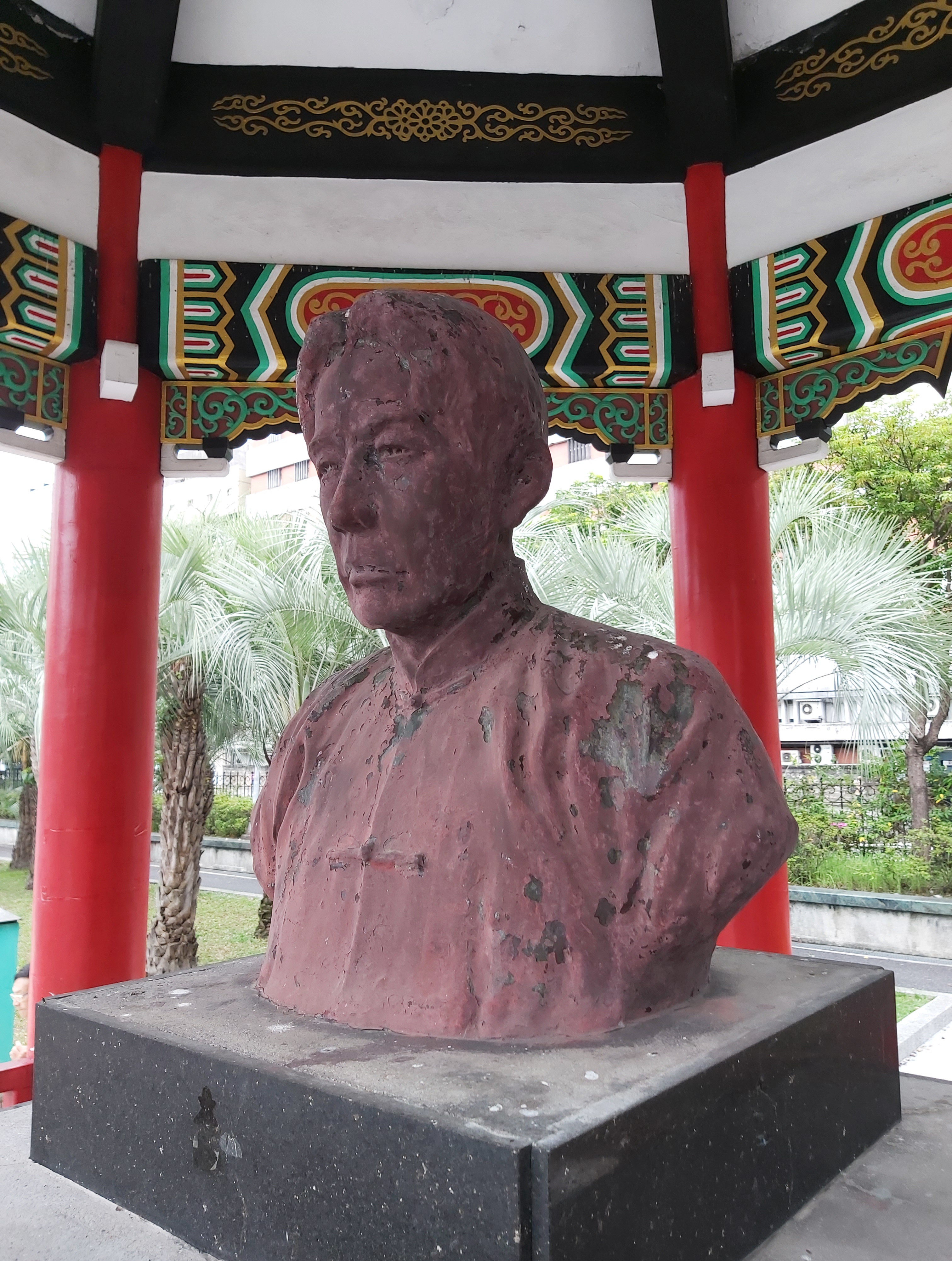
連雅堂

在最初落成時，臺北市政府曾特別邀請了于右任、梁寒操、阮毅成、李漁叔、林熊祥、螘硕、劉太希等人為這亭閣命名並題寫聯句，然後請名書法家書寫並鐫刻。

#### 露天音樂台

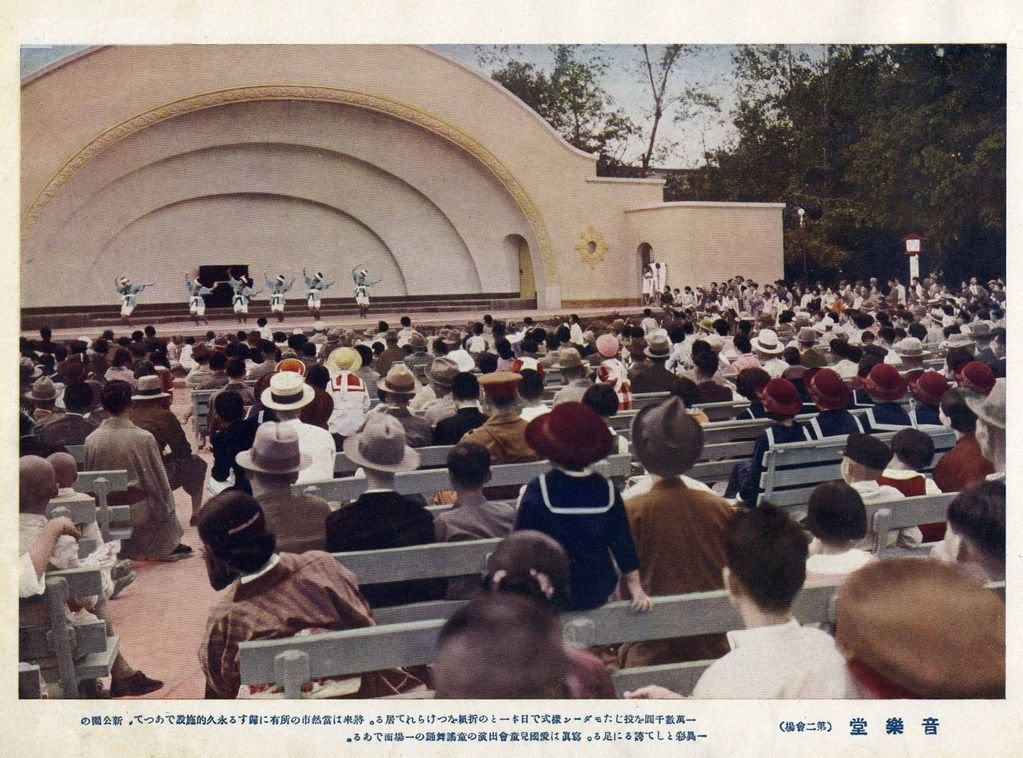
1935年的音樂堂

露天音樂台設立時間不詳，但據稱應早於1908年，最初僅為提供小型表演用的涼亭，能容納的觀眾並不多。
其後於1935年因應臺灣博覽會，改建為適合眾多觀眾觀賞的半圓形舞台，採現代流線造型的大型舞臺設計。；1970年代末期該音樂台曾經成為民歌演唱的主要場所，佔地約可容納席位1400人。，也是台北市音樂季主要展演地點之一
1982年，音樂台經臺北市政府耗資2,000萬台幣擴大改建為今貌，舞台改為碗狀半圓頂型、坐位增加至1200個。
2018年，臺北市政府開始全面重建觀眾席，新座椅保留木製材質，鑄鐵椅腳改成水泥椅腳，和原始設計大致相同，並增設無障礙空間和可以回收利用雨水的雨撲滿。

#### 臺北放送局
臺北放送局於1930年2⽉1⽇開⼯，同年11⽉8⽇竣⼯於新公園，該棟建築是臺灣第⼀個廣播電台，負責營運播放⾳樂、戲曲、演講節⽬及播報新聞等各業務之公共設施，當時呼號為「JFAK」。建物由總督府⼟⽊局營繕課的技師栗⼭俊⼀設計。
戰後，該建築更名為「臺灣廣播電臺」，在二二八事件，抗議的臺北民眾曾衝入該建築播放事件經過，點燃各地反抗的導火線，建築後來重新由政府接收，改組為中國廣播公司總部使用至1971年，後則交還臺北市政府。成為臺北市政府工務局公園路燈管理處辦公廳。
1996年，臺北市政府基於這棟建築物在二二八事件中的重要地位與在台灣廣播史之歷史意義，選定此作為臺北二二八紀念館的館址。並於1997年2月28日式開館，2020年5月14日，放送局局舍由臺北市政府文化局指定為市定古蹟。
目前建築旁設有追思廊及一座「大地與母親」塑像，為雕塑家張子隆於1997年創作的作品。

#### 二二八福德宮
二二八公園福德宮主祀福德正神（土地公），是該公園範圍內的知名土地廟，主廟占地僅2.2坪，是北臺灣最有名的土地廟之一。建築原址曾是日治時期1931年所建立之臺北天滿宮社，主要供奉神道雷神與文學之神天滿天神菅原道真，國民政府接收台灣後，該寺廟改奉石頭公，並被視為土地公的化身而改稱為土地廟。
1980年代，臺北市政府工務局的公園路燈工程管理處的員工集資重建了天滿宮，並在2000年代組成了管理委員會得到臺北市政府的立案認可。此外，廟旁有著被稱為「雙夫妻樹」的四棵大榕樹，由於榕樹的左右兩側形成明顯的對比。右側的兩棵榕樹長滿茂密的氣根，而左側的兩棵則無。後指出長有氣根的榕樹是公樹，而另外兩棵則是母樹。這恰好形成了兩對公母樹各自成對地生長，使「雙夫妻樹」的名字廣為人知，吸引許多民眾前來祈求姻緣。

### 展示物

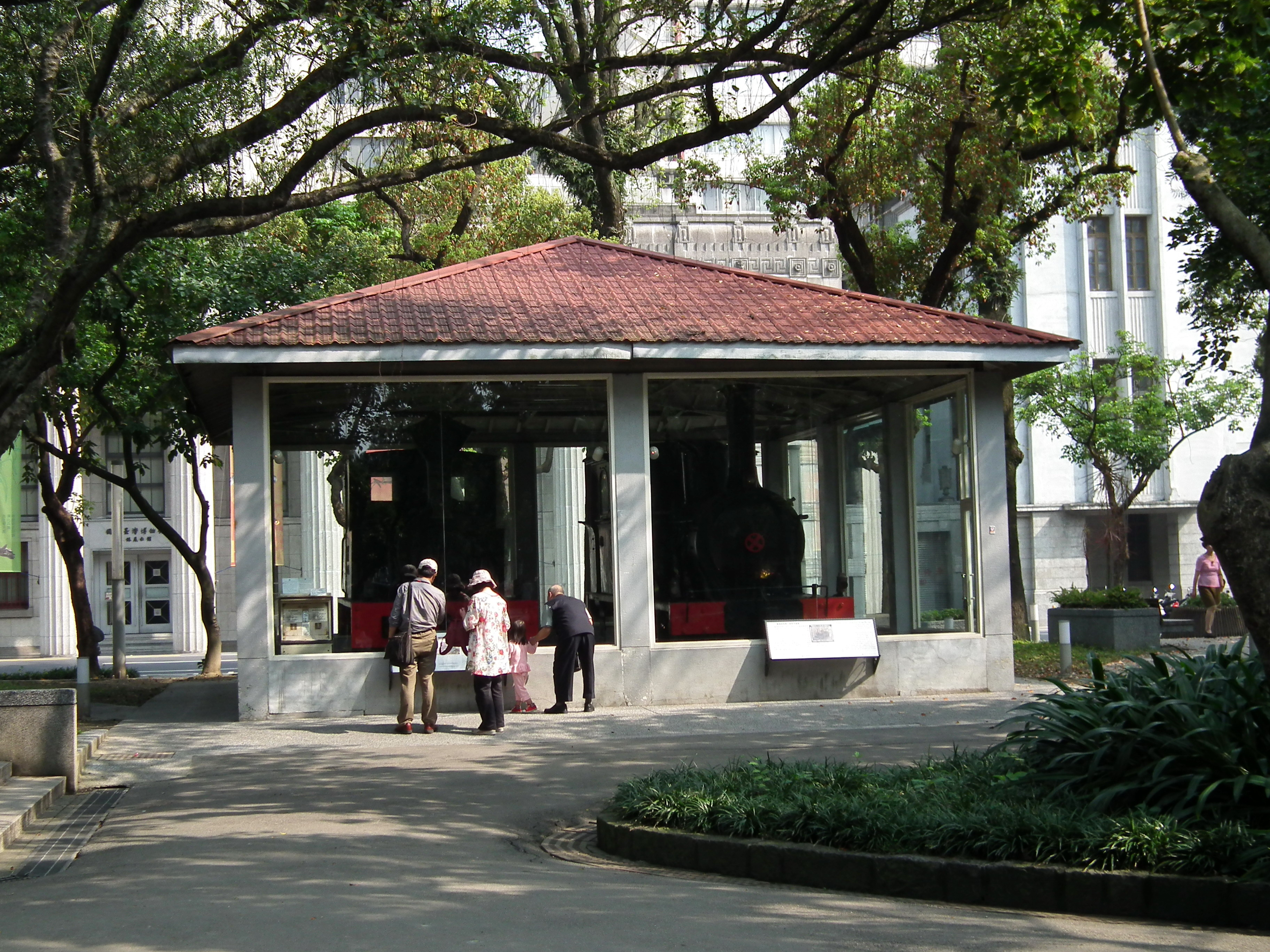
目前展示於公園內的騰雲號、臺鐵九號
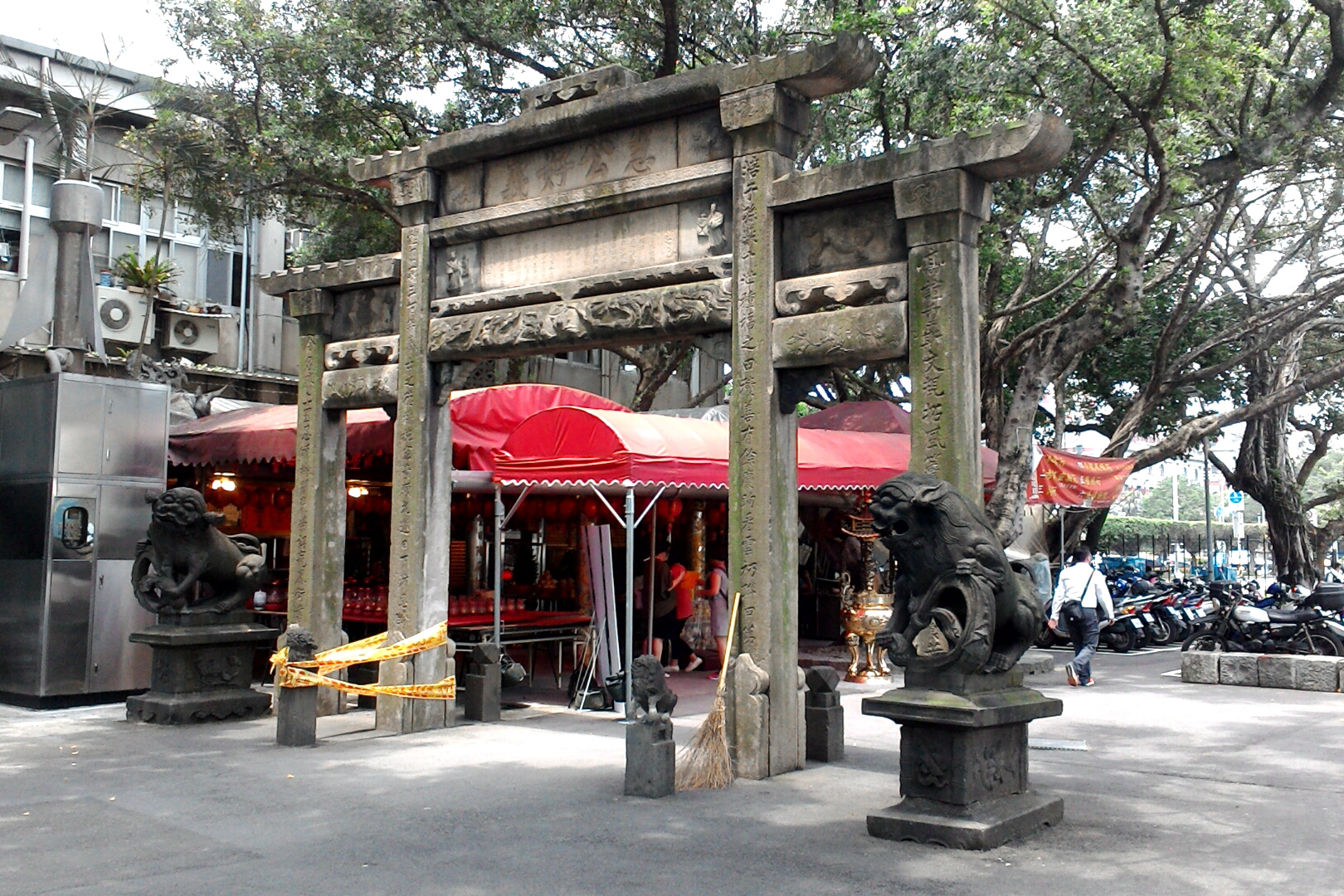
急公好義坊
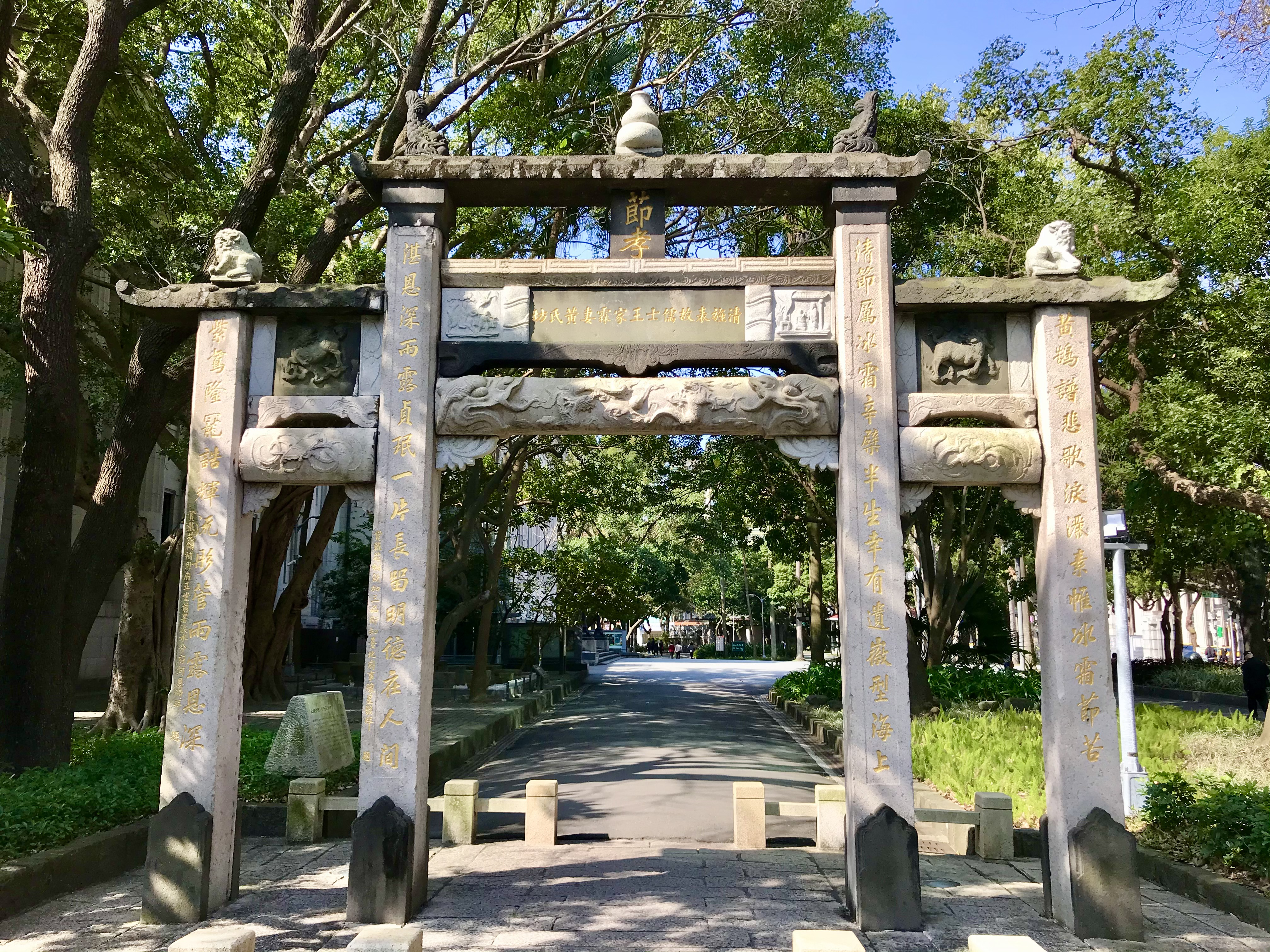
黃氏節孝坊
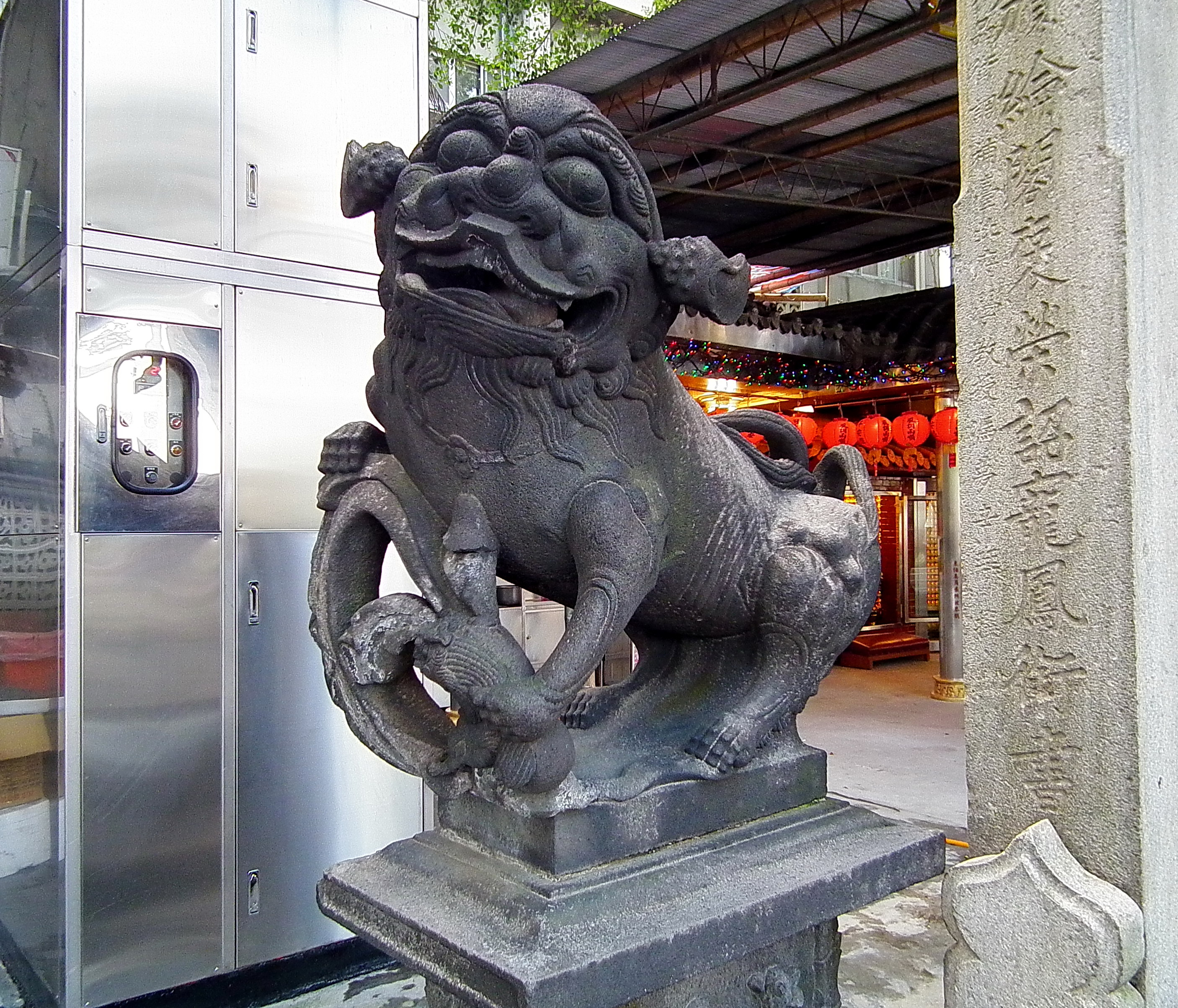
臺北府衙石獅
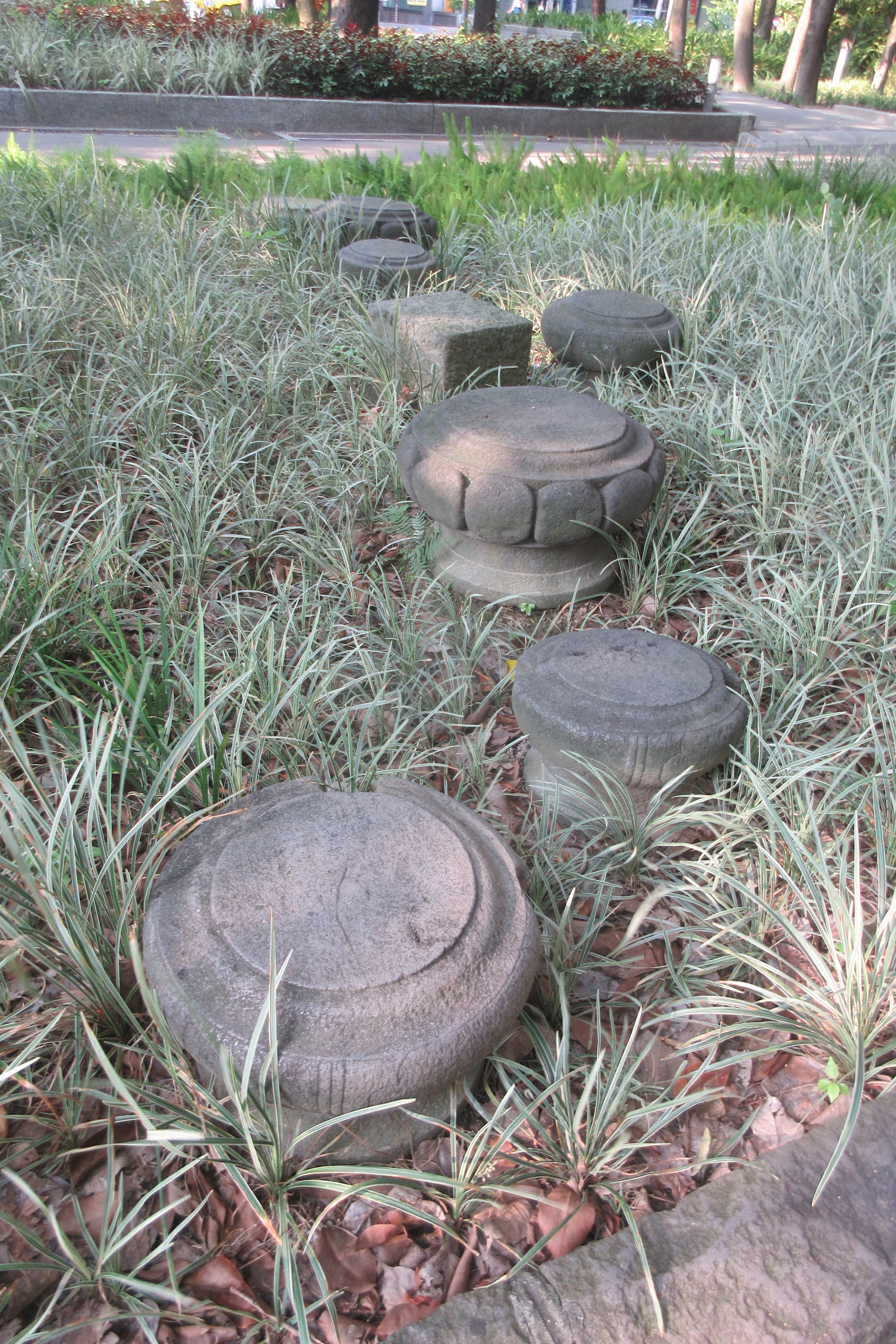
臺北大天后宮遺構
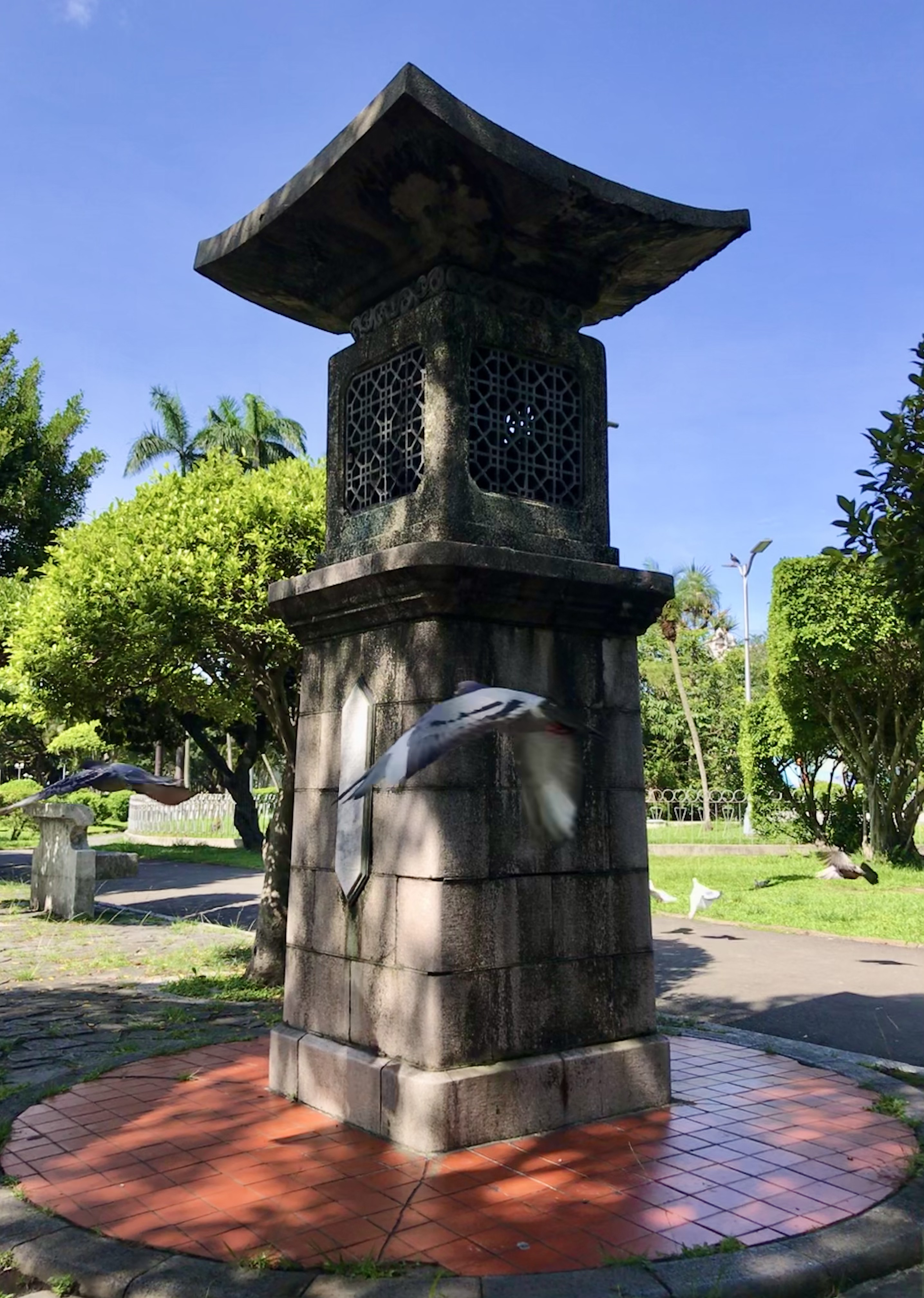
臺灣廣播電臺放送亭

#### 騰雲號、臺鐵九號
騰雲號是臺灣最初使用的鐵路蒸氣機車及鐵路機車之一，於1888年由劉銘傳從德國霍亨索機車製造廠購入，1895年日本接管台灣後，騰雲號仍然繼續在縱貫線鐵路上運行，直到1924年退役。並在1928年才委由臺灣總督府博物館保存安置於新公園內靜態展示，直到1987年才首次進行大規模的翻修。
臺鐵九號則是1871年製造，並在1901年由臺灣總督府自日本鐵道作業局（日本國有鐵道前身）引進的蒸氣機車，當時延續日鐵舊有編號編為7號在南部線使用。由於其製作年代久遠，不僅是現存臺灣生產年代最久遠的鐵路機車，也是亞洲現存最古老的火車之一，在1925年退役後，同與騰雲號陳列於新公園。

#### 急公好義坊
急公好義坊是一座三門四柱牌坊，建於1888年。該牌坊的主要目的是為了表揚台北艋舺（今萬華區）的貢生洪騰雲，他因體諒臺灣北部考生都必須南下臺南府考科舉，所以在1878年捐出土地及金錢建設考棚行署，供淡水縣（當時包括整個臺灣北部地區）的科舉考試使用。體現著義舉精神。
牌坊原位於石坊街，靠近西門町附近。然而，在1905年因道路開闢因素，急公好義坊重新建立至現今位置。並於1985年8月19日指定為直轄市定古蹟。
此外，牌坊前除設立兩座小型石獅雕塑外，旁側另展示一對大型石獅，該對石獅是原鎮守臺北府衙門前的石獅，後因府衙成為日軍駐軍地點而拆除，這對石獅因而移至新公園保存。

#### 黃氏節孝坊
黃氏節孝坊是一座三門四柱牌坊，建於1882年。該牌坊的主要目的是為了紀念黃嘂（通「叫」）娘，黃氏是一名居住於是淡水的一位女子，在16歲時嫁給泉州王義德家族的王家霖。然而黃氏在28歲時，丈夫去世，於是發誓守節不再嫁人。黃氏隨著公婆遷移至臺灣。在艋舺經營同仁堂並獨自撫養孤兒，守節整整46年。當黃嘂娘於七旬去世後，耆老特向官府推薦節孝其事蹟，並在臺北府城東門東門街（今信義路）豎立該牌坊。
1899年，由於策劃總督官邸的建設，台灣總督府向東門街的王家徵收土地，而牌坊正位於官邸圍牆處，因而移至新公園東北角，坐向改為南北向，額枋後因破損，後再修復工程中以水泥灌補
1985年8月19日，黃氏節孝坊被指定為直轄市定古蹟。後因捷運淡水線興建時，該牌坊位於淡水線工作井附近，為了避免施工對古蹟造成損害，當局決定將其遷移至其他地點。並將三十多塊牌坊石於1990年暫時存放在臺北孔子廟。1997年3月25日，節孝坊被遷回新公園的北側並重新搭建，同時還增加夜間照明設施。

#### 臺北大天后宮遺構
1912年，由於受颱風嚴重毀損及市區改正等緣故，臺北大天后宮遭到拆除，原址隨後建立故兒玉總督暨後藤民政長官紀念館，廟體部分石造建築結構在拆解後，被散置於公園當地至今。當前該廟宇所留存遺物則包括的柱珠、石階、石臼、石凳石輪、石槽、壓布石、豆石輪、水槽等石器，當前仍存有廟宇的石柱腳結構。

#### 臺灣廣播電臺放送亭
放送亭位於臺灣博物館南側，該結構是臺灣放送協會於1931年於公園興建的廣播塔，以提供免費播放。廣播塔功能則是將音箱裝在水泥柱中，因離電台發射塔近而引來眾多聽眾，並以「放送頭」稱呼。其播送分為氣象、新聞、日用品價格等報導性節目，也有體操、家庭百科、新思想介紹等教育節目。
1998年2月12日，台北市政府民政局古蹟鑑定審查會將廣播塔列為市定古蹟。2020年5月14日納入直轄市定古蹟「臺北放送局」設施群範圍。

### 銅像

#### 原臺灣神社銅牛

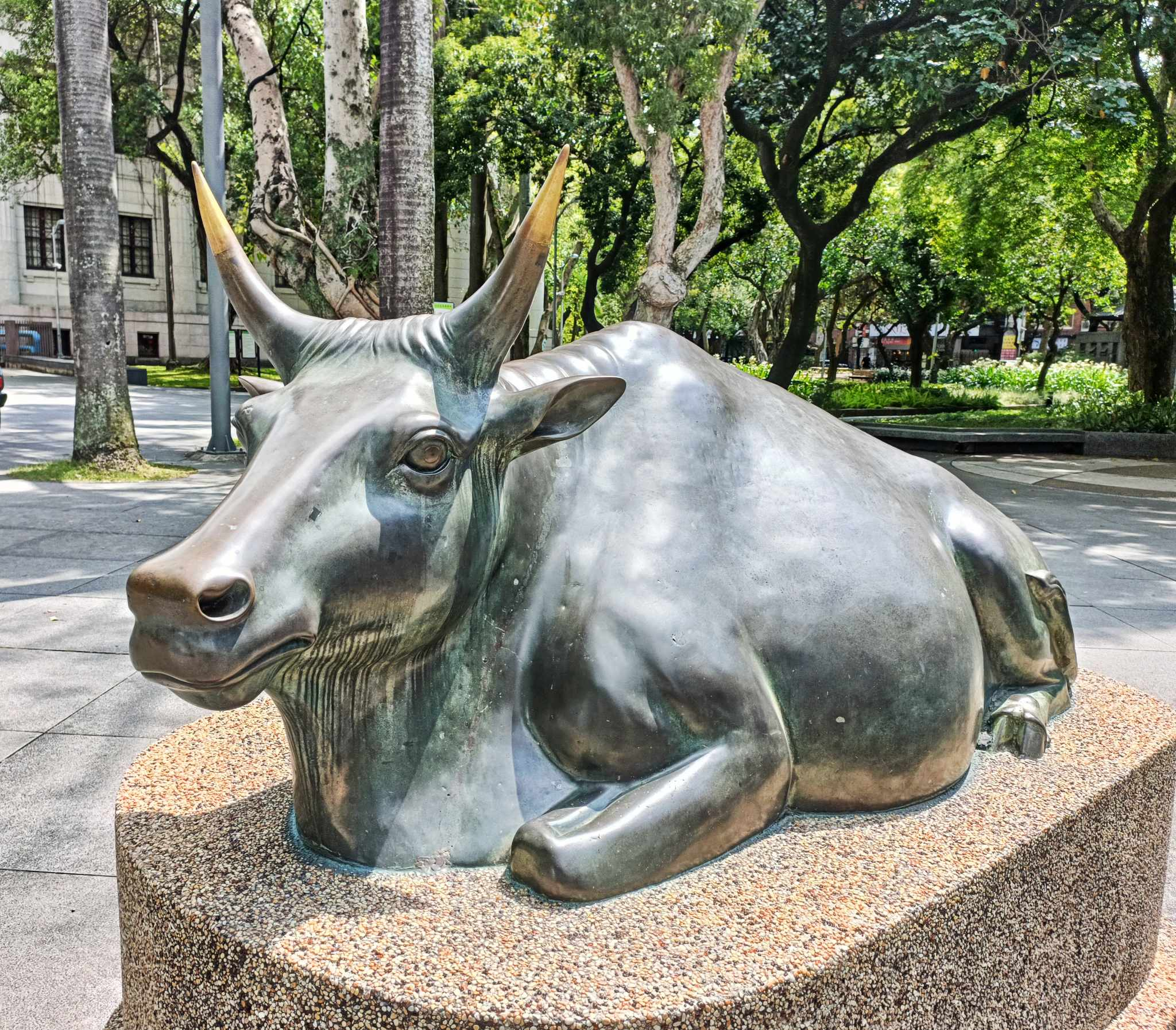
原臺灣神社銅牛

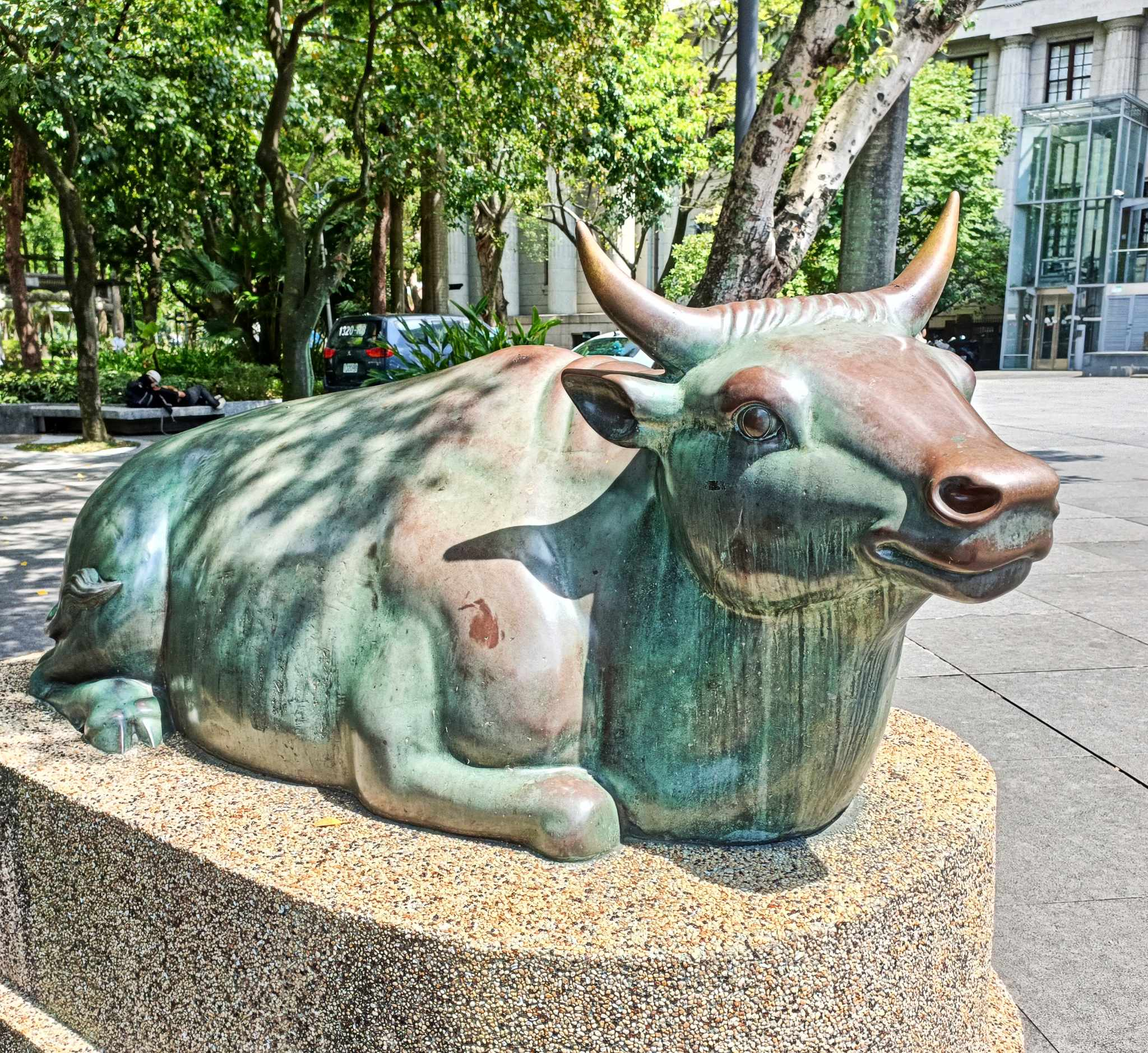
原臺灣神社銅牛

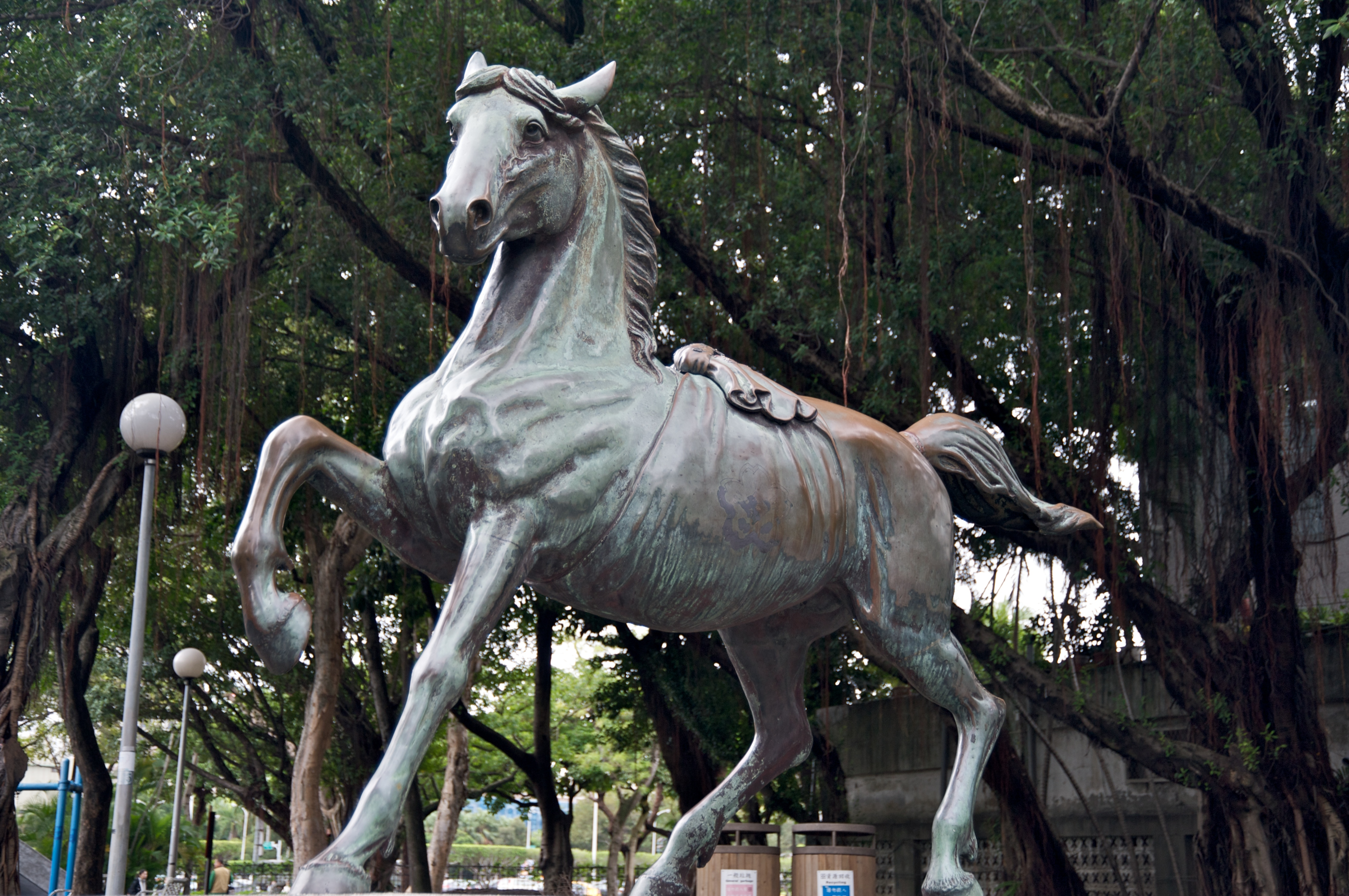
臺灣護國神社銅馬

銅牛位於國立臺灣博物館前廣場入口處，為原日治時期台灣神社之一對銅牛，其中，東側的公牛是由日本北海道的佛教團體弘安海於1935年鑄造，旨在紀念1868年箱館戰爭中犧牲的士兵而奉獻給臺灣神社。西側的銅牛則是1937年6月30日由居住在京町的日本商人川本澤一向神社獻納，以紀念他參加《台灣日日新報》舉辦的南洋視察團之事蹟。
兩座銅牛的材質主要由銅、鉛和鋅組成，但含量有所不同。西側銅牛的銅含量較低，鉛含量較高，東側銅牛的合金則進行檢測，主要發現含有銅、鉛和鋅等成分；顯示兩座銅牛的材質存在明顯差異，也證實了它們來自不同來源的說法。1940年代，受到第二次世界大戰的波及，鑄像本體曾出現局部穿孔受損，1949年，銅牛被轉贈臺灣博物館展示，但在1950年代曾發生人為清除鑄像原有圖像及刻文痕跡之破壞事件；西側銅牛在此期間曾遭竊，頭部被切斷，當尋獲頭部，並進行修復時，由於鋸斷牛角尖端未尋回，使得鑄像本體出現更多磨痕、鑿痕、孔洞、補痕痕跡。
當前，銅牛為臺灣博物館所屬文物，並鎮守襄陽路、館前路口側公園門口，由於於戶外長期展示，表面明顯可觀察到銅牛鑄像出現變黑及綠斑等現象。 

#### 原臺灣護國神社銅馬
該銅馬雕像現坐落於兒童遊戲區附近，是自台灣護國神社移來的銅馬。銅馬左右腹側有模糊印紋，根據考證，該印紋應是臺灣護國神社社紋。其外側紋樣為櫻，內部是代表臺灣總督府的台字紋。
在二戰後，由於台灣護國神社建築改為國民革命忠烈祠使用，1966年，社建築拆除改建為國民革命忠烈祠，僅剩原神社的一隻神馬流落至新公園展示。

### 紀念碑

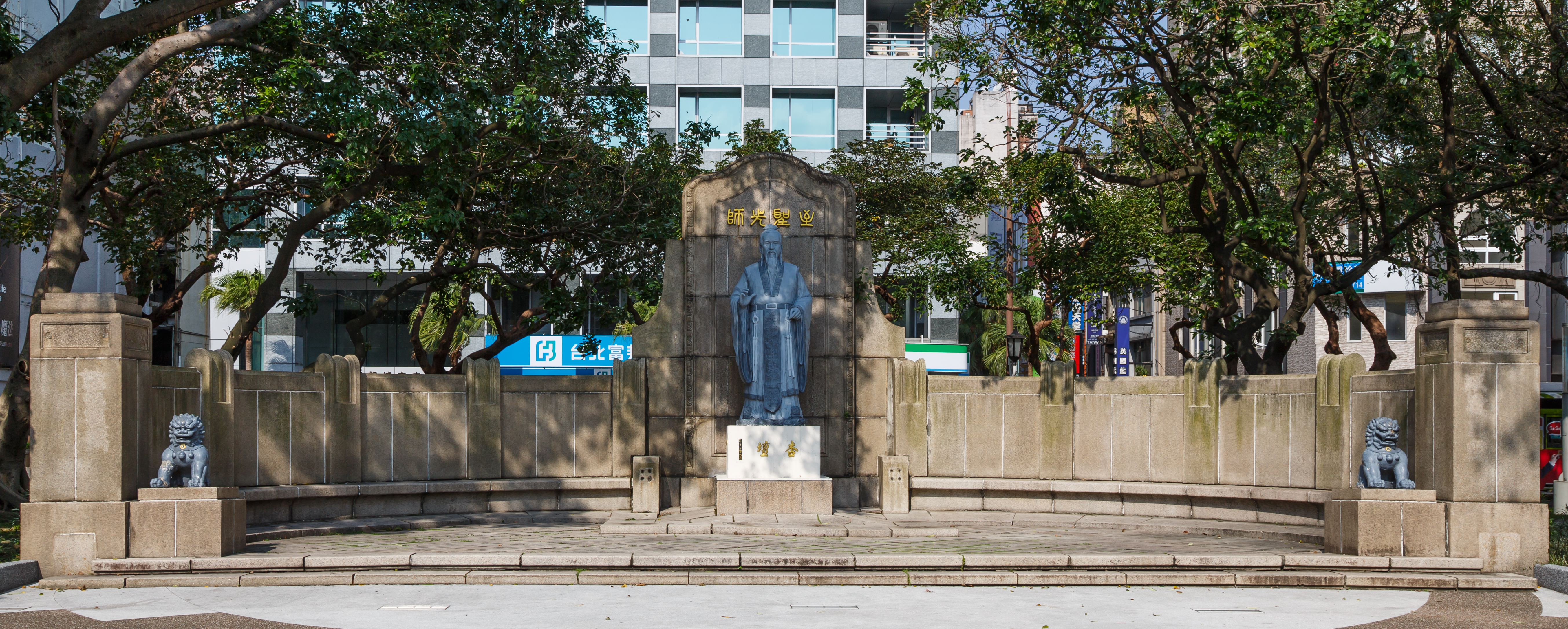
孔子像與杏壇基座
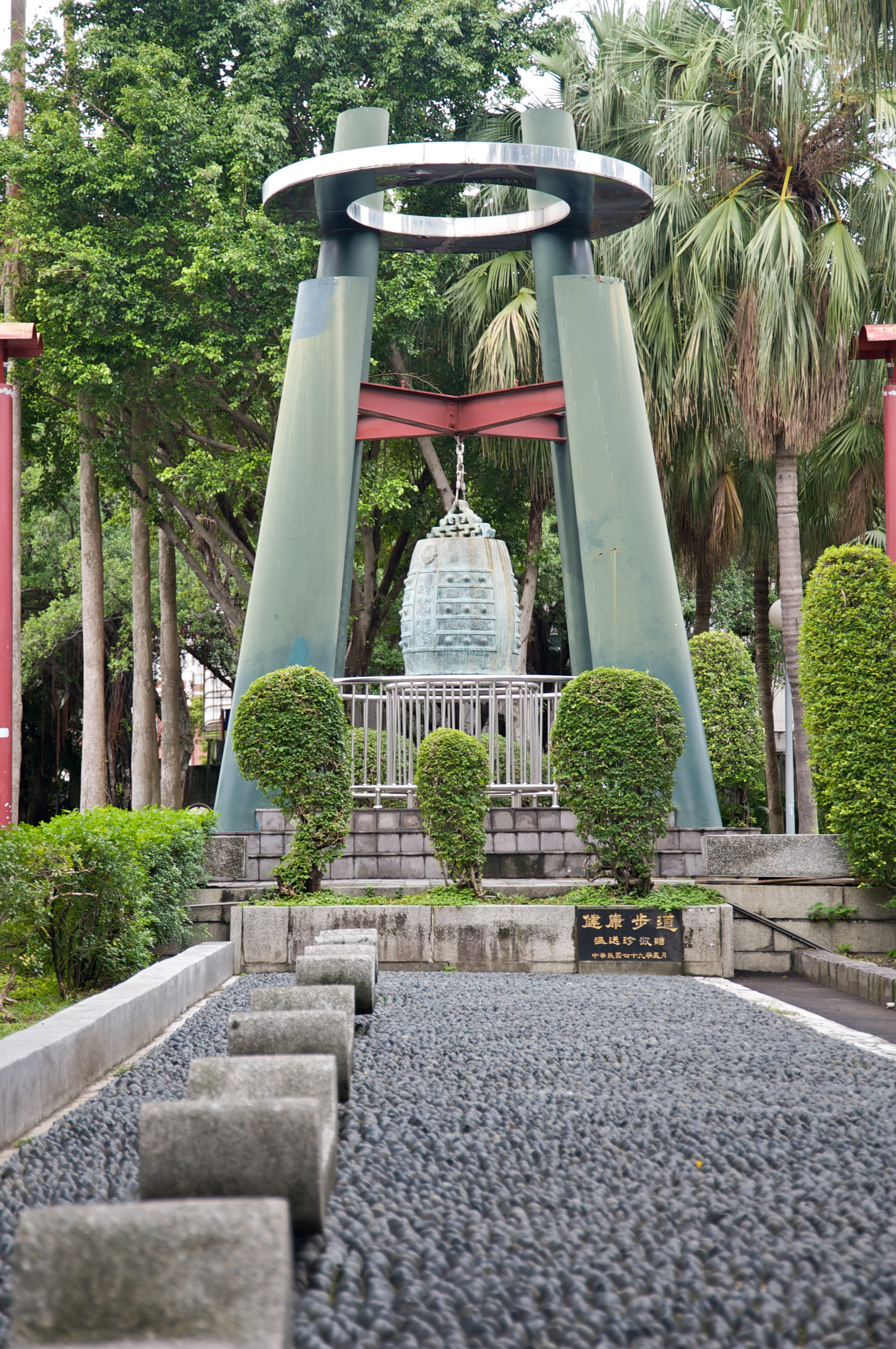
和平鐘

#### 二二八和平紀念碑
原址在日本殖民時期曾樹立民政長官後藤新平銅像，戰後銅像移除，在基座上建立一座四面鐘。自1989年起，臺灣各地陸續設立了二二八紀念碑。1990年6月22日，行政院院長郝柏村對立法委員高資敏提出中央政府建立二二八和平紀念碑的建議，使內政部決定修訂《忠烈祠祀辦法》，以作為政府興建二二八紀念碑的法源。最終，二二八和平紀念碑於1994年3月15日正式開工，並於1995年2月28日落成，目前該紀念碑已交由市府管理。
該紀念碑由台灣建築師王俊雄、鄭自財、陳振豐與張安清設計。在1995年2月28日落成時，該紀念並無碑文，僅在1997年2月重新補上。

#### 孔子像與杏壇基座
當前園區仍展示一尊孔子像與杏壇基座，該基座原為臺灣銀行第一任副頭取（副總裁）柳生一義銅像之基座。
最初，柳生一義的銅像是由木村匡等120多人發起建立的，板橋林家成員林熊徵和三房林鶴壽也參與了發起活動。銅像由建築師森山松之助設計，須田速人和齋藤成美負責鑄造，一說鑄造者為本山白雲。雕像工程於1918年6月開始，並在9月竣工，29日舉行了除幕式。
1975年2月18日，臺北市第六（中區）國際獅子會與日本高崎市國際獅子會決定重新設立孔子雕像，以表達對至聖先師的追思懷念。原銅像被移除，但基座仍然存在。

#### 和平鐘
原址在日本殖民時期曾樹立總督兒玉源太郎銅像，於1960年4月14日建起陳納德將軍半身銅像，1997年銅像搬遷至新生公園，原址於1998年6月建起和平鐘塔，由國際獅子會中華民國總會以「服務社會 造福人群所名義贈。位置約在二二八紀念館的右前方。此外，二二八紀念碑前仍設有一座祥和塑像藝術品。該作品同由獅子會捐贈。
鐘樓後側則展示企鵝雕塑，是由蒲添生於1950年所創作之藝術品。

### 其他
- 臺灣博物館後方設有一座日晷儀，使用太陽的位置來測量時間。

## 同志文化
1980年代，該公園曾是臺北市男同性戀族群主要的聚集場所之一，被暱稱為「公司」（有每天要去打卡上班的隱喻），在早期資訊不發達、多元性別文化意識尚未崛起的時代，公園被視為部分男同志們視為歸屬及建立性別認同的空間場域，然而當時臺灣同志族群相關歷史與性別文化極少受到重視，同性戀族群在此進行社交活動的歷史已不可考。
公園曾作為知名作家白先勇的文學名著小說《孽子》中的主舞台，並以該公園和同志族群作為主題引導故事發展王志弘曾分析道：「在這個同性戀社群和劇場的空間裡，不同的群體佔據著不同的位置，也有著不同程度的領域控制感。」
為了呼應該空間的同志歷史，工務局公園處曾與文化局、觀光傳播局、社團法人台灣同志諮詢熱線協會、台灣伴侶權益推動聯盟等團體合作，於2016年在靠近捷運臺大醫院站的入口鐵門設立「彩虹地景」，以六色彩虹象徵同志平權。

## 外部連結
- 二二八和平公園  臺北旅遊網 （页面存档备份，存于）
- 臺北二二八和平公園 交通部觀光署 （页面存档备份，存于）
- 二二八和平公園 - 公園走透透 （页面存档备份，存于）